# Jacquemontia pannosa
Jacquemontia pannosa är en vindeväxtart som först beskrevs av Robert Brown, och fick sitt nu gällande namn av D.J. Mabberley. Jacquemontia pannosa ingår i släktet Jacquemontia och familjen vindeväxter. Inga underarter finns listade i Catalogue of Life.